# Kjetil Mårdalen
Kjetil Mårdalen (* 12. Januar 1925 in Tinn; † 4. November 1996 ebenda) war ein norwegischer Nordischer Kombinierer.

## Werdegang
Mårdalen, der für Tinn Skilag startete, war der Sohn des Olympiateilnehmers und norwegischen Meisters im Skilanglauf Jon Mårdalen.
Bei seiner ersten Teilnahme an einer Weltmeisterschaft belegte er 1950 in Lake Placid als viertbester Norweger den sechsten Rang.  Im gleichen Jahr verpasste er bei den norwegischen Meisterschaften in Asker og Bærum als Vierter knapp das Podest.  Ein Jahr später gewann er in Narvik die Silbermedaille hinter Simon Slåttvik.
Seinen größten internationalen Erfolg erreichte er bei der Nordischen Skiweltmeisterschaft 1954 in Falun. Dort gewann er im Einzelwettkampf der von Norwegern dominierten Kombination die Bronzemedaille hinter seinen Landsleuten Sverre Stenersen und Gunder Gundersen. In Falun ging er auch im Skilanglauf über 15 km klassisch an den Start, erlief sich allerdings nur den 51. Platz. Bei den Meisterschaften 1954 in Strinda wurde Mårdalen Dritter und holte damit seine zweite nationale Medaille. Darüber hinaus trat er im Skilanglauf-Wettbewerb über 15 km im klassischen Stil an und erreichte den fünften Platz.
Bei den Olympischen Winterspielen 1956 in Cortina d’Ampezzo belegte Mårdalen im Einzel von der Trampolino Italia und über 15 km den 14. Platz. Dabei konnte er die sechstbeste Laufleistung vorweisen.